# Feliks Przybylak
Feliks Przybylak (ur. 1 kwietnia 1933 w Lesznie, zm. 29 maja 2010 we Wrocławiu) – polski germanista, tłumacz i poeta.

## Życiorys
Jako tłumacz debiutował w 1959. W 1961 ukończył studia germanistyczne na Uniwersytecie Wrocławskim, od 1986 pracował tamże, w Instytucie Filologii Germańskiej. W 1988 obronił pracę doktorską Paul Celan. Metody i problemy „liryki esencji” napisaną pod kierunkiem Mariana Szyrockiego, stopień doktora habilitowanego uzyskał w 1996 na podstawie pracy W stronę poetyki umykających pojęć. Wstępne stadia i fazy. W 1998 został zatrudniony na stanowisku profesora nadzwyczajnego, od 1999 kierował Pracownią Teorii Literatury i Przekładu  W 2003 otrzymał tytuł profesora nauk humanistycznych.
W 1993 otrzymał Nagrodę Specjalną w ramach Nagrody Kulturalnej Śląska, w 2003 Nagrodę Polskiego PEN Clubu za przekład z literatury obcej na język polski.
Był członkiem Stowarzyszenia Pisarzy Polskich (od 1989), Polskiego PEN Clubu (od 1989).
Jego żoną od 1960 była Urszula Kozioł.
Pochowany na Cmentarzu św. Wawrzyńca we Wrocławiu. 

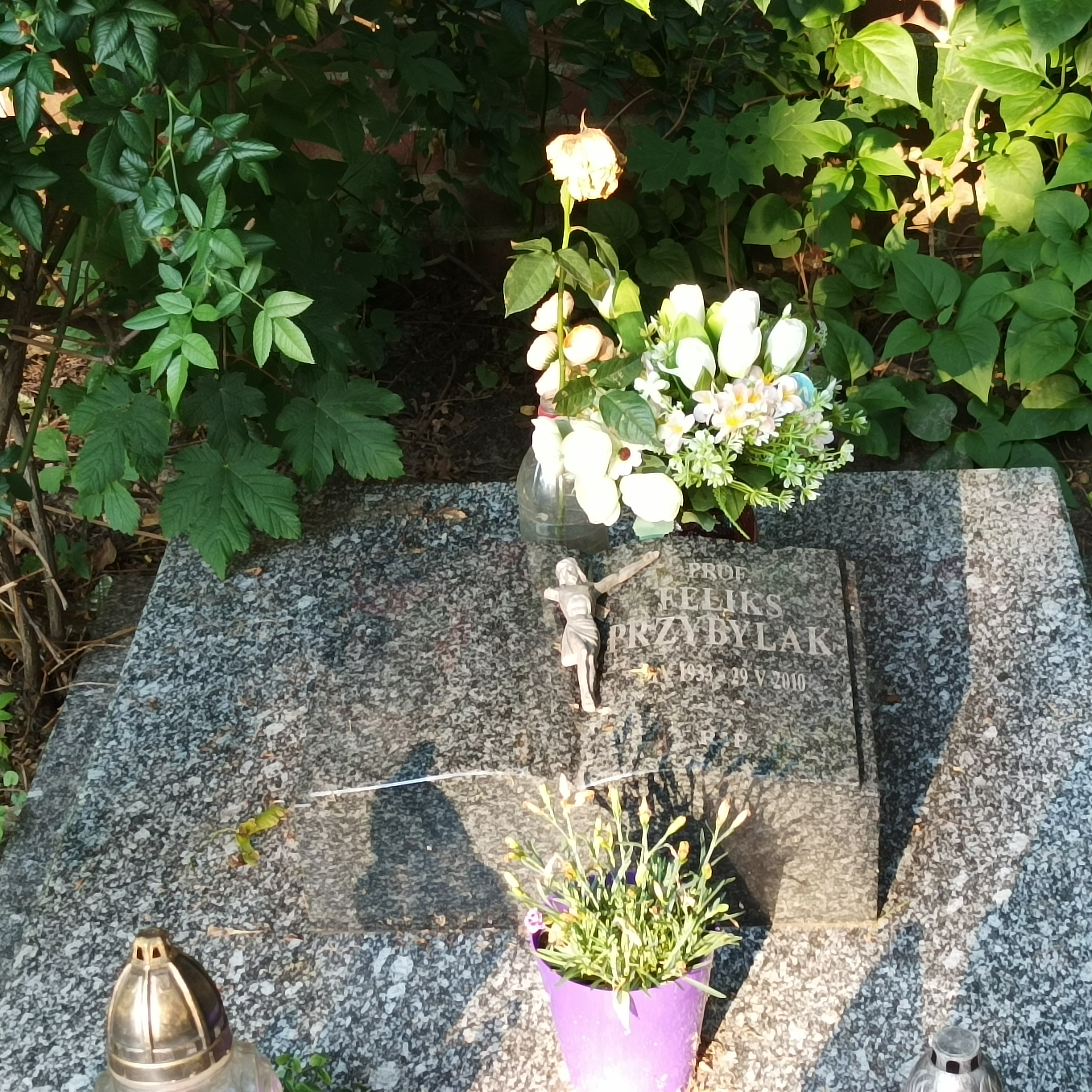
Grób Feliksa Przybylaka na Cmentarzu św. Wawrzyńca we Wrocławiu

## Tłumaczenia
- Paul Celan, Wybór poezji (1973)
- Alice Herdan-Zuckmayer, Pokraka. Dzieje osobliwego spadku (1976)
- Siegfried Lenz, Einstein przepływa Łabę pod Hamburgiem (1977) (wspólnie z Barbarą Płaczkowską)
- Paul Celan, Wiersze (1988)
- Robert Musil, Czarna magia albo Spuścizna za życia (1989)
- Immanuel Kant, O wiecznym pokoju. Zarys filozoficzny (1993)
- Clemens Brentano, Bajka o Piejczyku i Kulejce (1997)
- Ludwig Wittgenstein, Myśli i uwagi (2002)

## Książki własne
- W stronę poetyki umykających pojęć. Wstępne stadia i fazy (1996)
- Poza szumem (1998) (wiersze)
- Inskrypcje ulotności. Przemiany w polu tworzenia (2002)
- To i tamto (2005)
- Wobec. Wiersze i przekłady (2011)